# Bromus interruptus
Bromus interruptus es una especie herbácea perenne perteneciente a la familia de las gramíneas (Poaceae).
Es endémica del sur y el centro de Inglaterra, pero se cree que se extinguió en estado salvaje desde 1972. Después de varias décadas en el cultivo, fue reintroducido a una reserva en Aston Rowant en 2004, siendo la primera conocida reintroducción de una planta extinta en Gran Bretaña. La planta era una mala hierba de los desiertos y la agricultura de cultivo, sobre todo del cultivo de esparceta (Onobrychis viciifolia). Se distingue de todos las demás especies de Bromus por su pálea profundamente dividida o bífida.
La planta apareció a extenderse rápidamente después de su descubrimiento en 1849, que normalmente es indicativo de las especies introducidas. Sin embargo, se cree que la especie que ha surgido en el siglo XIX como una nueva especie a través de un cambio genético importante y brusco. Se cree que habían entrado en declive con el reemplazo de los caballos por vehículos de motor a partir de finales del siglo XIX, la reducción de la demanda de esparceta como forraje, y, además, por la mejora de los métodos de limpieza de semillas.

## Descripción
Bromus interruptus es una hierba anual o bienal. Sus delgadas, para un poco gruesas, cañas alcanzan de 20 a 100 cm y se producen en grupos o solitarias. Son erectas, muy ligeramente pubescentes, ramificadas y contienen de 2 a 4 nudos. La medida de las hojas verdes de 6 a 20 cm de largo por 2-6 mm de ancho y son lineales en forma con un ápice agudo. Están cubiertas de una pubescencia suave. Las vainas de las hojas son tubulares con la parte inferior que tiene una pubescencia suave sustituida por pelos más cortos en la parte superior. Las lígulas miden de 1 a 2 mm y son membranosas y dentadas.

## Taxonomía
Bromus interruptus fue descrita por (Hack.) Druce y publicado en Journal of the Linnean Society, Botany 32: 426–430. 1895.
Etimología
Bromus: nombre genérico que deriva del griego bromos = (avena), o de broma = (alimento).
interruptus: epíteto latino 
Sinonimia
- Bromus mollis var. interruptus Hack.
- Bromus pseudovelutinus Barnard ex H.C.Watson[5][6][7]